# Flash Airlines
Flash Airlines of Flash Air was een Egyptische private chartermaatschappij, met hoofdkantoor in Caïro. Het was onderdeel van de Flash Tour groep, die in 1985 is opgericht en gespecialiseerd is in toerisme. Naast de luchtvaartmaatschappij doet het bedrijf in auto's, cruiseschepen maar heeft het ook een restaurant  in Caïro. 

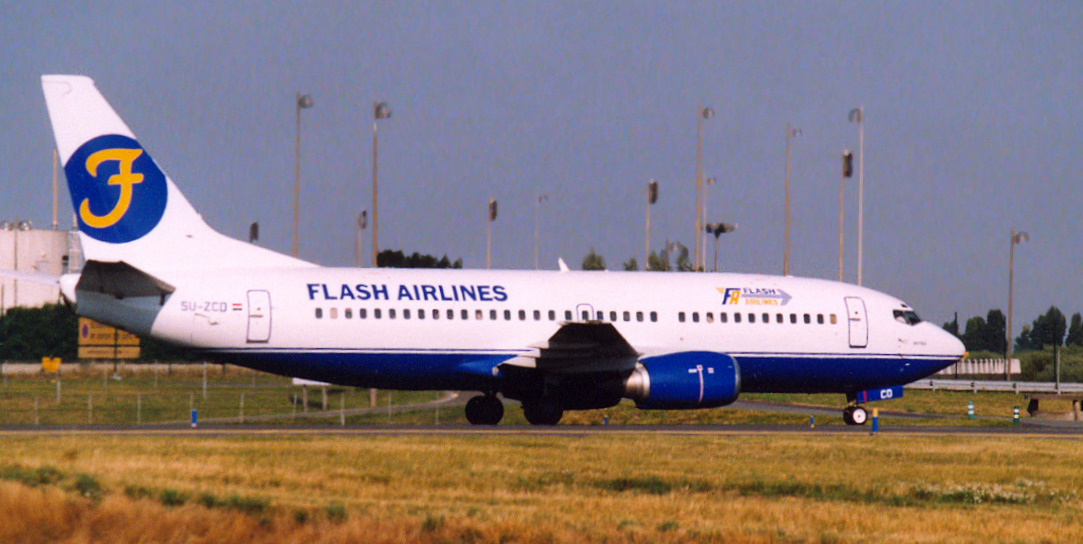
een boeing 737-300 van flash airlines (2003)

In oktober 2002 zou uit inspecties in Zwitserland zijn gebleken dat er problemen met de veiligheid waren bij deze maatschappij en werd haar verboden over Zwitserland te vliegen en op Zwitserse luchthavens te landen. Ook Polen voerde vervolgens een verbod uit en de Noorse touroperators zegden hun contract op met Flash. Desalniettemin bleef zij op andere Europese landen vliegen, zoals Frankrijk en Italië. Frankrijk voerde eveneens technische controles uit en vond geen onregelmatigheden. Toch was Flash later ook niet meer welkom in Frankrijk.
Zelf beweert Flash Air echter dat het vliegverbod van Zwitserland niets met veiligheidsproblemen had te maken. Het zou verband houden met financiële problemen van de vorige eigenaar van Flash Air.
Op 3 januari 2004 kwam de maatschappij in het nieuws doordat Flash Airlines-vlucht 604 twee minuten na het opstijgen bij de Egyptische badplaats Sharm 
el-Sheikh in de Rode Zee neerstortte. Alle 148 inzittenden, onder wie 133 Franse toeristen, kwamen daarbij om. Het onderzoek richtte zich ook op de luchtvaartmaatschappij zelf. Twee maanden na de crash werd Flash Air opgeheven.